# Lekkoatletyka na Letniej Uniwersjadzie 1989
Lekkoatletyka na Letniej Uniwersjadzie 1989 – zawody lekkoatletyczne rozegrane na Wedaustadion w Duisburgu w sierpniu 1989 roku. Reprezentanci Polski nie zdobyli żadnego medalu.

## Rezultaty

### Mężczyźni
| Konkurencja                   | Złoto                                                                      | Wynik    | Srebro                                                                              | Wynik    | Brąz                                                                               | Wynik    |
| Bieg na 100 m                 | Andre Cason                                                                | 10,29    | Olapade Adeniken                                                                    | 10,35    | Joel Isasi                                                                         | 10,41    |
| Bieg na 200 m                 | Robson da Silva                                                            | 20,33 w  | Félix Stevens                                                                       | 20,58 w  | Kevin Braunskill                                                                   | 20,62 w  |
| Bieg na 400 m                 | Roberto Hernández                                                          | 45,42    | Sérgio Menezes                                                                      | 45,66    | Oliver Bridges                                                                     | 45,66    |
| Bieg na 800 m                 | Ari Suhonen                                                                | 1:47,13  | Ikem Billy                                                                          | 1:47,29  | Simon Doyle                                                                        | 1:47,48  |
| Bieg na 1500 m                | Kipkoech Cheruiyot                                                         | 3:40,38  | Peter Rono                                                                          | 3:40,79  | Bob Dielis                                                                         | 3:40,93  |
| Bieg na 5000 m                | Stefano Mei                                                                | 13:39,04 | Charles Cheruiyot                                                                   | 13:39,02 | Antonio Serrano                                                                    | 13:39,50 |
| Bieg na 10 000 m              | Julius Kariuki                                                             | 28:35,46 | Zeki Öztürk                                                                         | 28:39,56 | Antonio Serrano                                                                    | 28:43,97 |
| Maraton                       | Tibor Baier                                                                | 2:14:33  | Rustam Szagijew                                                                     | 2:14:59  | Kennedy Manyisa                                                                    | 2:15,23  |
| Bieg na 110 m przez płotki    | Roger Kingdom                                                              | 13,26    | Emilio Valle                                                                        | 13,52    | Florian Schwarthoff                                                                | 13,63    |
| Bieg na 400 m przez płotki    | Reggie Davis                                                               | 49,74    | Władimir Budko                                                                      | 50,30    | Kevin Henderson                                                                    | 50,57    |
| Bieg na 3000 m z przeszkodami | Patrick Sang                                                               | 8:32,78  | Engelbert Franz                                                                     | 8:33,25  | Thierry Brusseau                                                                   | 8:35,78  |
| Sztafeta 4 × 100 m            | Stany Zjednoczone · Slip Watkins · Tony Dees · Andre Cason · Michael Marsh | 38,58    | ZSRR · Andriej Razin · Dmytro Wanjaikin · Igor Groszew · Andriej Fiedoriw           | 39,35    | Francja · Laurent Leconte · Francis Darlis · Pierre Boutry · Jean-Charles Trouabal | 39,67    |
| Sztafeta 4 × 400 m            | Jamajka · Patrick O’Connor · Devon Morris · Howard Davis · Howard Burnett  | 3:02,58  | Stany Zjednoczone · Stanley Kerr · George Porter · Michael Johnson · Raymond Pierre | 3:02,75  | RFN · Ulrich Schlepütz · Markus Henrich · Carsten Köhrbrück · Edgar Itt            | 3:03,69  |
| Chód na 20 km                 | Walter Arena                                                               | 1:23:25  | Miguel Prieto                                                                       | 1:23:39  | Andrew Jachno                                                                      | 1:23,48  |
| Skok wzwyż                    | Javier Sotomayor                                                           | 2,34     | Hollis Conway                                                                       | 2,31     | Rudolf Powarnicyn                                                                  | 2,31     |
| Skok o tyczce                 | Bernhard Zintl                                                             | 5,65     | Dean Starkey                                                                        | 5,60     | Javier García                                                                      | 5,40     |
| Skok w dal                    | Jaime Jefferson                                                            | 7,98     | Władimir Ratuszkow                                                                  | 7,96     | Llewellyn Starks                                                                   | 7,91     |
| Trójskok                      | Igor Łapszyn                                                               | 17,40    | Tord Henriksson                                                                     | 16,94    | Oleg Sakirkin                                                                      | 16,93    |
| Pchnięcie kulą                | Lars Arvid Nilsen                                                          | 20,67    | Mike Stulce                                                                         | 20,58    | Kalman Konya                                                                       | 20,37    |
| Rzut dyskiem                  | Kamy Keshmiri                                                              | 65,40    | Erik de Bruin                                                                       | 64,10    | Roberto Moya                                                                       | 63,78    |
| Rzut młotem                   | Ihar Astapkowicz                                                           | 80,56    | Heinz Weis                                                                          | 79,58    | Ken Flax                                                                           | 75,86    |
| Rzut oszczepem                | Steve Backley                                                              | 85,60    | Pascal Lefèvre                                                                      | 82,56    | Marko Hyytiäinen                                                                   | 81,52    |
| Dziesięciobój                 | Dave Johnson                                                               | 8216 pkt | Michaił Miedwied                                                                    | 8062 pkt | Dezső Szabó                                                                        | 8031 pkt |

### Kobiety
| Konkurencja                | Złoto                                                                            |          | Srebro                                                                                 |          | Brąz                                                                                  |          |
| Bieg na 100 m              | Liliana Allen                                                                    | 11,37    | Anita Howard                                                                           | 11,47    | Natalja Woronowa                                                                      | 11,48    |
| Bieg na 200 m              | Galina Malczugina                                                                | 22,70    | Liliana Allen                                                                          | 23,00    | Esther Jones                                                                          | 23,02    |
| Bieg na 400 m              | Ana Fidelia Quirot                                                               | 50,73    | Jearl Miles                                                                            | 52,41    | Ludmiła Dżygałowa                                                                     | 52,69    |
| Bieg na 800 m              | Ana Fidelia Quirot                                                               | 1:58,88  | Ellen van Langen                                                                       | 1:59,82  | Inna Jewsejewa                                                                        | 2:01,03  |
| Bieg na 1500 m             | Paula Ivan                                                                       | 4:13,58  | Suzy Favor                                                                             | 4:14,92  | Ludmiła Rogaczowa                                                                     | 4:15,11  |
| Bieg na 3000 m             | Paula Ivan                                                                       | 8:44,09  | Viorica Ghican                                                                         | 8:46,27  | Regina Čistiakova                                                                     | 8:55,73  |
| Bieg na 10 000 m           | Viorica Ghican                                                                   | 31:46,43 | Masami Ishizaka                                                                        | 32:16,24 | Lizanne Bussières                                                                     | 32:28,38 |
| Maraton                    | Irina Bogaczowa                                                                  | 2:35:09  | Akemi Takayama                                                                         | 2:39:58  | Kim Yen-ku                                                                            | 2:40:52  |
| Bieg na 100 m przez płotki | Monique Éwanjé-Épée                                                              | 12,65    | Lidzija Okała-Kułak                                                                    | 12,72    | Claudia Zaczkiewicz                                                                   | 12,78    |
| Bieg na 400 m przez płotki | Margarita Chromowa                                                               | 57,03    | Rosey Edeh                                                                             | 57,06    | Irmgard Trojer                                                                        | 57,94    |
| Sztafeta 4 × 100 m         | Stany Zjednoczone · Michelle Finn · Anita Howard · LaMonda Miller · Esther Jones | 42,40    | ZSRR · Nadieżda Roszczupkina · Galina Malczugina · Tatjana Papilina · Natalja Woronowa | 43,25    | RFN · Claudia Zaczkiewicz · Ulrike Sarvari · Karin Janke · Silke-Beate Knoll          | 43,85    |
| Sztafeta 4 × 400 m         | Stany Zjednoczone · Celena Mondie · Natasha Kaiser · Jearl Miles · Terri Dendy   | 3:26,48  | RFN · Linda Kisabaka · Karin Janke · Gabriela Lesch · Helga Arendt                     | 3:27,02  | ZSRR · Jelena Winogradowa · Margarita Chromowa · Jelena Goleszewa · Ludmiła Dżygałowa | 3:28,60  |
| Chód na 5 km               | Ileana Salvador                                                                  | 20:44    | Wiera Mokołowa                                                                         | 20:52    | Sari Essayah                                                                          | 21:34    |
| Skok wzwyż                 | Galina Astafei                                                                   | 1,91     | Silvia Costa                                                                           | 1,91     | Jin Ling                                                                              | 1,88     |
| Skok w dal                 | Iołanda Czen                                                                     | 6,72     | Marieta Ilcu                                                                           | 6,71     | Katja Trostel                                                                         | 6,49     |
| Pchnięcie kulą             | Huang Zhihong                                                                    | 20,56    | Belsy Laza                                                                             | 19,32    | Zhou Tianhua                                                                          | 18,71    |
| Rzut dyskiem               | Hou Xuemei                                                                       | 65,32    | Gabriele Reinsch                                                                       | 65,20    | Maritza Martén                                                                        | 64,70    |
| Rzut oszczepem             | Silke Renk                                                                       | 66,09    | Brigitte Graune                                                                        | 62,13    | Päivi Alafrantti                                                                      | 61,75    |
| Siedmiobój                 | Łarisa Nikitina                                                                  | 6847 pkt | Sabine Braun                                                                           | 6575 pkt | Jane Flemming                                                                         | 6286 pkt |